# Saint-Vérand (Isère)
Saint-Vérand is een gemeente in het Franse departement Isère (regio Auvergne-Rhône-Alpes). De plaats maakt deel uit van het arrondissement Grenoble. De naam van de gemeente verwijst naar bisschop Veranus van Cavaillon. Saint-Vérand telde op 1 januari 2022 1.723 inwoners. 

## Geografie
De oppervlakte van Saint-Vérand bedroeg op 1 januari 2022 17,83 vierkante kilometer; de bevolkingsdichtheid was toen 96,6 inwoners per km².

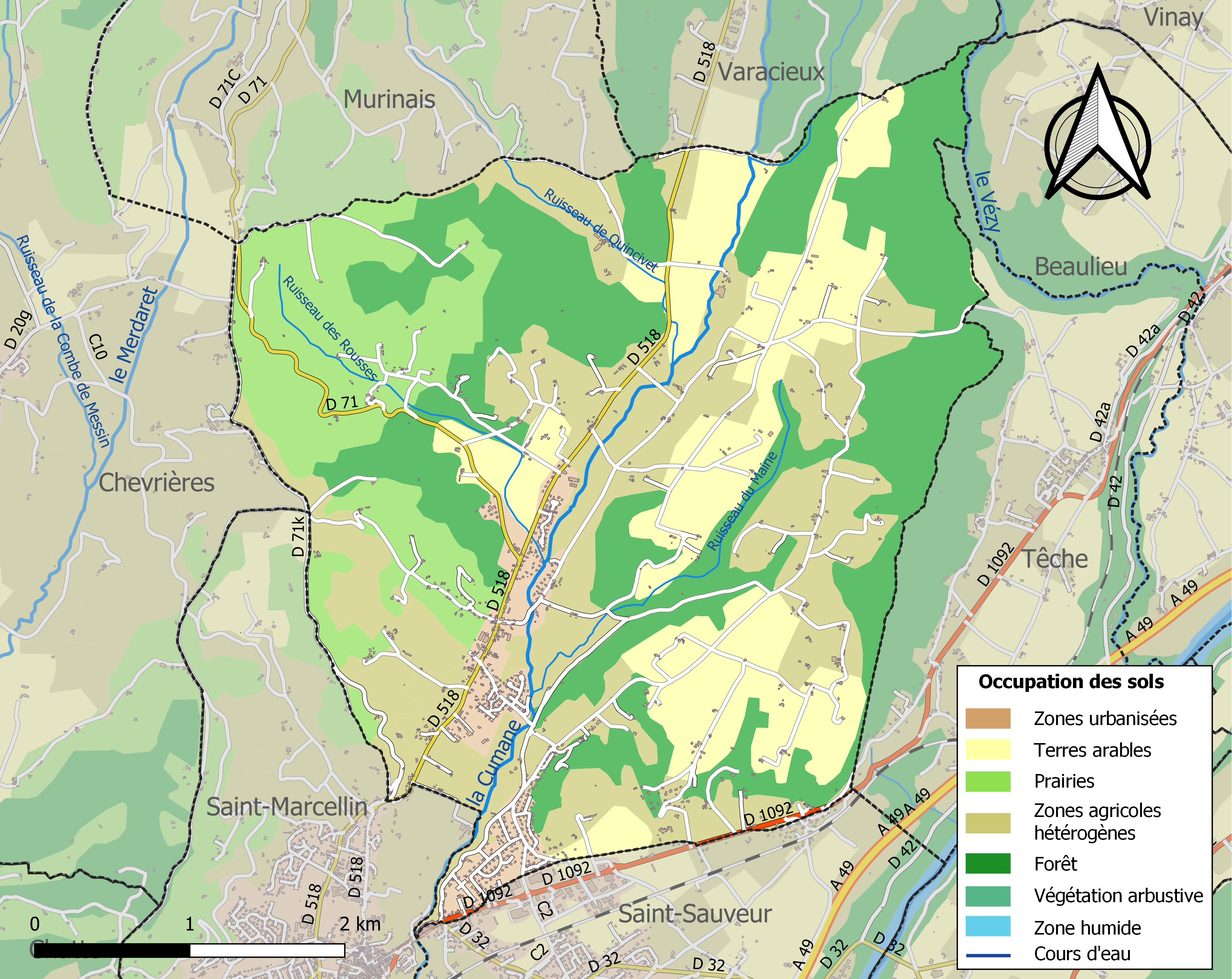
Kaart van de gemeente met de belangrijkste infrastructuur, bodemgebruik en omliggende gemeenten

## Demografie
Onderstaande figuur toont het verloop van het inwonertal (bron: INSEE-tellingen).